# 納米比亞地理

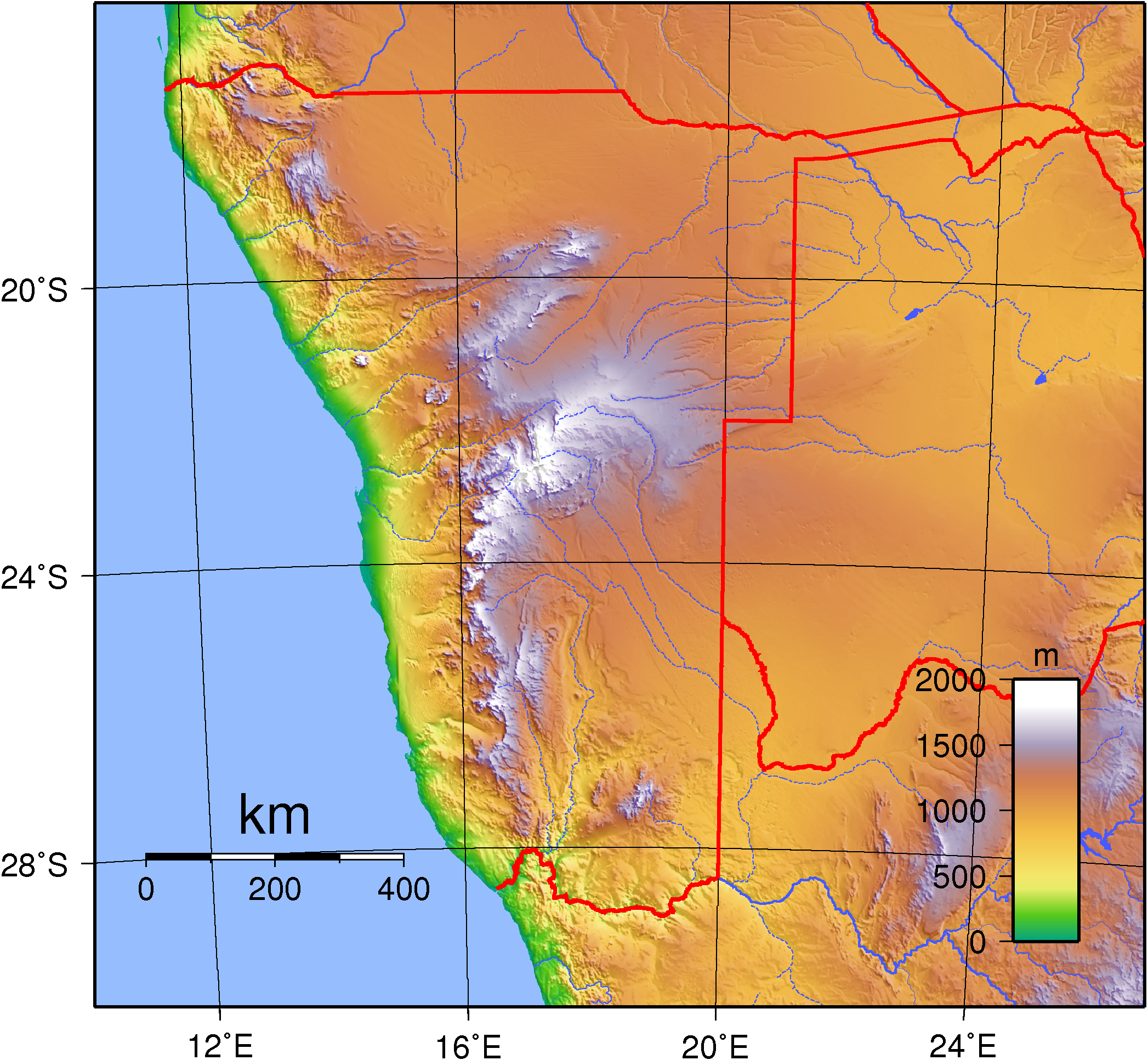
納米比亞地形圖

米比亞的國土面積有825418平方公里。納米比亞是世界面積第34大的國家（僅次于委內瑞拉）。此外納米比亞也是世界上人口密度第二低的國家（每平方公里2.5人，僅高於蒙古）。全國可分為五個地理地區。